# Ebendi
Ebendi est l'un des villages de la commune de Widikum-Boffe, département de la Momo de la région du Nord-Ouest du Cameroun.

## Organisation
Ebendi est divisé en six quartiers : BuntiI, BuntiII, Oaga, Bopong, Boteka et Bunti IB.

## Population
Au dernier recensement de 2005, le village comptait 735 habitants, dont 356 hommes et 379 femmes. En 2011, la population est estimée à 9 500 habitants dont 3 000 hommes, 2 500 femmes, 2 100 jeunes et 1 900 enfants.